# ولری ساوینیخ
 ولری ساوینیخ (انگلیسی: Valeria Savinykh؛ زاده ۲۰ فوریهٔ ۱۹۹۱) یک تنیس‌باز اهل روسیه است. 